# کوین هالند
کوین هالند (انگلیسی: Kevin Holland؛ زادهٔ ۵ نوامبر ۱۹۹۲) ورزشکار هنرهای رزمی ترکیبی اهل ایالات متحده آمریکا است. وی از سال ۲۰۱۵ میلادی تاکنون مشغول فعالیت بوده‌است.
هالند یک رزمی‌کار ترکیبی حرفه‌ای آمریکایی و کیک‌بوکسور سابق است. او در حال حاضر در بخش‌های میان‌وزن و سبک‌وزن سازمان یواف‌سی رقابت می‌کند. او که از سال ۲۰۱۵ به عنوان یک حرفه‌ای فعالیت می‌کند، برای سازمان‌های مختلف مانند بلاتور نیز رقابت کرده است.